# Hvězdoš háčkatý
Hvězdoš háčkatý (Callitriche hamulata) je vodní a bahenní rostlina z čeledi jitrocelovité (Plantaginaceae), jeden z šesti českých zástupců rodu hvězdoš.

## Důležité diakritické znaky
Hvězdoš háčkatý je obojživelná rostlina, stejně jako jiné hvězdoše velmi variabilní co se týče vzhledu. Ve vodě vytváří lodyhy až cca 1 m dlouhé, s úzce čárkovitými (hlavně v hlubších vodách) nebo úzce eliptickými až úzce obvejčitými listy. V klidných vodách vytváří na hladině plovoucí listové růžice s podlouhle kopisťovitými listy. Roste také terestricky na vlhkém substrátu, kde vytváří plazivé kolonie se zkrácenými lodyhami s malými eliptickými listy.
Od ostatních našich hvězdošů se nejlépe odliší dle plodů, které jsou za zralosti tmavě hnědé, v obrysu téměř okrouhlé, na hranách úzce křídlaté, se zbytky čnělek přitisknutými k bokům plodu, cca 1,5 mm v průměru. Květy jsou velmi malé (tyčinka cca 1 mm dl.), s malými, záhy opadavými blanitými listenci, u rostlin rostoucích ve vodě vždy ponořené a rozkvétající odspodu. Čnělky nazpět ohnuté. Pyl bezbarvý, s redukovanou exinou (stejně jako hvězdoš podzimní - Callitriche hermaphroditica).
Jako nejdůležitější determinační znak bývá uváděn tvar vrcholu čárkovitých listů - ten je obvykle hluboce vykrojený a rozšířený se špičkami klešťovitě zahnutými dovnitř (vzhledu klíče na utahování matic) - podle těchto špiček je druh pojmenován. Čárkovité listy však zdaleka netvoří všechny rostliny (spíše naopak) a navíc se jim někdy velmi podobají čárkovité listy hvězdoše mnohotvarého (Callitriche cophocarpa). Z vegetativních znaků se dá použít také vzhled plovoucích listových růžic - ty jsou zpravidla miskovitě prohnuté (u ostatních druhů spíše rovné až vypuklé), poměrně řídké, z cca 10 listů, listy růžic nejčastěji podlouhle kopisťovité s protaženou bází.
Počet chromozomů je 2n=38.

## Záměny
Plodné rostliny se dají dobře poznat podle úzce křídlatých plodů se zbytky čnělek přitisknutými k bokům plodu (to je dobře patrné pod binokulární lupou; pod obyčejnou lupou lze vidět, že z plodu „netrčí“ vzhůru žádné čnělky - to je rozdíl oproti hvězdoši hranoplodému, mnohotvarému a kalužnímu; hvězdoš jarní a podzimní, které zbytky čnělek na plodech nemají, mají plody velmi charakteristické a odlišné).
Sterilní rostliny jsou snadno zaměnitelné, zejména s hvězdošem mnohotvarým (Callitriche cophocarpa), jehož terestrické formy a formy s úzce čárkovitými listy jsou často téměř k nerozeznání podobné.

## Ekologie
Hvězdoš háčkatý má ekologické optimum v čistších, malých až středně velkých tocích ve vyšší nadmořské výšce (nejčastěji v podhorských potocích a říčkách). Zde tvoří v rychleji tekoucích úsecích charakteristické husté vzplývavé závoje (často značně veliké), v klidnějších místech u břehu vytváří rostliny plovoucí růžice, na březích a jesepech terestrické formy. Druh preferuje substráty chudé na živiny (zejména písčitá či štěrkovitá dna), vyhýbá se alkalickým vodám. Je dobře mrazuvzdorný, údajně vydrží i krátkodobé zamrznutí.
Poměrně často je možno druh najít i ve vodách stojatých s bahnitým dnem, často poměrně hlubokých – v tůních, malých rybnících, mrtvých ramenech, příkopech apod. Často osidluje i kaluže lesních cest, zde však většinou není tak častý jako hvězdoš kalužní a jarní.
Hvězdoš háčkatý je často uváděn jako indikátor neznečištěných vod. Přesto se někdy vyskytne i v poměrně eutrofní vodě nebo na obnaženém dnu eutrofních rybníků.
Druh vytrvalý nebo ozimý, terestrické formy jednoleté.

## Způsob rozmnožování
Hvězdoš háčkatý je hydrogamní druh, přizpůsobený k opylování pod vodou např. redukcí exiny. Květy ani u rostlin s plovoucími růžicemi nevystupují nad hladinu, rozkvétají odspodu lodyhy. U terestrických rostlin klíčí pyl v kapičkách vody/rosy v úžlabí listů.
Druh patří k tzv. „contacters“ - přenos pylu je zprostředkován ohybem tyčinky k sousedním bliznám. Je tedy obligátně geitonogamní (opyluje se prostřednictvím jiného květu téže rostliny). Tento způsob reprodukce dovoluje druhu rozmnožovat se pohlavně i v prudce tekoucích vodách.
Vegetativní rozmnožování je velmi hojné zejména v tekoucích vodách, kde dochází k častému odtrhávání lodyh proudem a zakořeňování v níže položených místech. Vzhledem k výše řečenému však hvězdoš háčkatý i v těchto podmínkách hojně plodí.

## Rozšíření
- Svět: Evropský druh, na sever až po Faerské ostrovy, sev. Skandinávii, Kanin a severní Ural. Také v Grónsku (až po 68°42‘ s. š.). Na jih po j. Francii, Sicílii, Srbsko, Maďarsko, Slovensko.

- Česká republika: Druh je ve středních a vyšších polohách roztroušený až poměrně častý, v nížinách spíše vzácný. Na západě ČR zřejmě hojnější.

## Taxonomická poznámka
Hvězdoši háčkatému je blízce příbuzný a velmi podobný druh Callitriche brutia Pentagna, rostoucí v západní a jižní Evropě a v severní Africe. V poslední době jsou tyto dva druhy slučovány v jeden, bude tedy zřejmě třeba akceptovat hvězdoš háčkatý pouze jako formu druhu C. brutia - C. brutia var. hamulata (Kütz. ex W. D. J. Koch) Lansdown.